# Рюмпель
Рюмпель (нем. Rümpel) — община в Германии, в земле Шлезвиг-Гольштейн. 
Входит в состав района Штормарн. Подчиняется управлению Бад Ольдеслё-Ланд.  Население составляет 1308 человек (на 31 декабря 2010 года). Занимает площадь 15,90 км².
Коммуна подразделяется на 3 сельских округа.